# Megdet Rahimkulov
Mihail Nyikolajevics Rahimkulov (oroszul: Михаил Николаевич Рахимкулов), közismertebb nevén Megdet Rahimkulov (oroszul: Мегдет Рахимкулов) (Moszkva, 1945–) Magyarországon élő és tevékenykedő orosz milliárdos, az orosz és nemzetközi üzleti életben ismert Rahimkulov-család feje. 2007-ben 1,2 milliárd dolláros becsült vagyonával Magyarország leggazdagabb és Oroszország 54. leggazdagabb embere (2006-ban még a 212. volt 175 millió dolláros becsült vagyonnal). Az Általános Értékforgalmi Bank Zrt. elnök-vezérigazgatója és – a fiaival (Timur Magdetovics Rahimkulov és Ruszlán Magdetovics Rahimkulov) közösen tulajdonolt KAFIJAT Zrt.-n keresztül – tulajdonosa. Korábban a Gazprom magyarországi képviselője volt. Mára a Budapesti Értéktőzsde legmeghatározóbb figurája. A bankon keresztül jelentős MOL- és OTP-részvény birtokosa, az OMV MOL-felvásárlási ügyletének egyik főszereplője.

## Ügyletek

### 2004
- 2004. szeptember A Forrás Vagyonkezelési és Befektetési Rt. 10,51%-os részesedéséből 9,22%-ot tőzsdei ügylet révén értékesített, ezzel párhuzamosan a Kafijat Kereskedelmi és Consulting Kft. 5,89%-os közvetlen befolyást szerzett az Antenna Hungária Rt.-ben[5]
- 2004. december 6. A KAFIJAT Kereskedelmi és Consulting Kft. eladta az Antenna Hungária Magyar Műsorszóró és Rádióhírközlési Rt.-ben meglévő 10,17%-os részesedését a FIRTHLION LIMITED-nek[6]

### 2005
- 2005. február 1. A FIRTHLION LIMITED eladta az Antenna Hungária Magyar Műsorszóró és Rádióhírközlési Rt.-ben meglévő 10,17%-os részesedését a KAFIJAT Kereskedelmi és Consulting Kft.-nek[7]
- 2005. május 20. A KAFIJAT Kereskedelmi és Consulting Kft. eladta az Antenna Hungária Magyar Műsorszóró és Rádióhírközlési Rt.-ben meglévő 11,479%-os részesedését a FIRTHLION LIMITED-nek (amelynek 76%-os tulajdonosa a KAFIJAT Kereskedelmi és Consulting Kft.)[8]
- 2005. július 28. A FIRTHLION LIMITED 15,09%-ra növeli részesedését az Antenna Hungária Magyar Műsorszóró és Rádióhírközlési Rt.-ben[9]
- 2005. szeptember A Gazprombank eladta az Általános Értékforgalmi Bankban meglévő 25,52%-os részesedését a Firthlion Ltd.-nek, így a Rahimkulov családnak 100%-ra nőtt a közvetett részesedése[10]

### 2006
- 2006. január 5. A FIRTHLION LIMITED eladta 18%-os Antenna Hungária Magyar Műsorszóró és Rádióhírközlési Rt. részesedését a SWISSCOM BROADCAST AG-nak[11]
- 2006. január 17. A Firthlion Limited 15,61%-ra növeli közvetlen befolyását a BorsodChem Rt.-ben, ezzel a Rahimkulov-család közvetlen és közvetett befolyása 18,09%-ra emelkedett[12]
- 2006. április 25. A Firthlion Limited 20,50%-ra növelte befolyását a BorsodChem Rt.-ben[13]

### 2007
- 2007. február 9. A FIRTHLION LIMITED 5,065%-os közvetlen befolyást szerzett az OTP Bank Nyrt.-ben, ezzel a Rahimkulov család befolyása 5,68%-ra nőtt[14]
- 2007. május 24-25. A KAFIJAT Befektetési és Vagyonkezelési Zrt.-n keresztül vásárolt 0,39%-os pakettel 5% fölé növelte részesedését, mely a CHARING INVESTMENT LIMITED (a cég Timur Magdetovics Rahimkulov és Ruszlan Magdetovics Rahimkulov tulajdonában van) részesedését is ideszámítva 5,23%-os rész feletti közvetett befolyást jelent[15]
- 2007. június 8. A közvetlen részesedés tovább nőtt 5,256%-ra[16]
- 2007. június 25. A Firthlion Ltd. és a Charing Investment Ltd. eladta 6,186%-os MOL-részesedését a VCP Capital Partners Unternehmensberatungs AG-nek[17]

## Egyéb információk
- Letaszították Mészárosékat a legértékesebb családi cégek listájának éléről, telex.hu